# Kvillsfors
Kvillsfors – miejscowość (tätort) w Szwecji, w regionie administracyjnym (län) Jönköping, w gminie Vetlanda.
Według danych Szwedzkiego Urzędu Statystycznego liczba ludności wyniosła: 488 (31 grudnia 2015), 497 (31 grudnia 2018) i 496 (31 grudnia 2019).